# Mont-Bonvillers
Mont-Bonvillers település Franciaországban, Meurthe-et-Moselle megyében. Lakosainak száma 940 fő (2022. január 1.). Mont-Bonvillers Anderny, Landres, Mairy-Mainville, Malavillers és Murville községekkel határos.

## Népesség
A település népességének változása:
| Lakosok száma | 1064 | 1081 | 1010 | 960  | 979  | 957  | 948  | 945  | 943  | 940  |
|               | 1968 | 1982 | 1990 | 2006 | 2013 | 2015 | 2017 | 2019 | 2020 | 2022 |